# Floskula
Floskula (iz latinskoga flosculus - cvjetić) označavalo je u drevnoj retorici jednu misao ili sažetak misli, a kasnije jedino čisto formalan izraz.
U današnje vrijeme pojam "floskula" označava rečenicu bez sadržaja i stoga se često rabi pogrdno.
Floskula su često sastavni dijelovi općenite komunikacije te uljudnosti. Tu se ubrajaju i fraze pozdrava ili fraze ohrabrivanja.
Ispraznica je najbolja nova hrvatska riječ koja bi trebala zamijeniti tuđicu floskula, a za koju je njen autor Vinko Vukadin, u Lipiku primio nagradu "Dr. Ivan Šreter".